# Love You More (film)
Love You More è un cortometraggio del 2008 diretto da Sam Taylor-Wood ed interpretato da Harry Treadaway ed Andrea Riseborough.
Questo cortometraggio è stato in concorso al Festival di Cannes 2008.

## Trama
Due adolescenti, Peter e Georgia, lasciano la scuola e si incontrano nel negozio di dischi alla ricerca del prossimo singolo dei Buzzcocks, Love You More. Poiché ne è rimasta solo una copia, devono ascoltarla insieme. Ben presto l'ascolto del singolo si trasforma per loro nella scoperta del sesso. 

## Riconoscimenti
- 2008 - Festival di Cannes
  - Nomination Palma d'oro al miglior cortometraggio

- 2008 - European Film Awards
  - Nomination Miglior cortometraggio

- 2009 - BAFTA Awards
  - Nomination Miglior cortometraggio

- 2009 - British Independent Film Awards
  - Miglior cortometraggio britannico

- 2009 - Go Short International Short Film Festival Nijmegen
  - Miglior cortometraggio europeo

- 2009 - International Cinematographers' Film Festival Manaki Brothers
  - Nomination "Small Golden Camera 300" Award

- 2009  - Nashville Film Festival
  - Nomination Best Narrative Short

- 2009  - Santa Barbara International Film Festival
  - Best Live Action Short Film

- 2009  - Sundance Film Festival
  - Short Filmmaking Award - Honorable Mention
  - Nomination Short Film Grand Jury Prize

- 2008  - Vila do Conde International Short Film Festival
  - Prix UIP Vila do Conde (European Short Film)